# Letogo
Letogo – wieś w Samoa, w dystrykcie Tuamasaga.